# 佐倉朔
佐倉 朔 (さくら はじめ、1930年1月13日 - 2015年1月27日）は、日本の人類学者。札幌学院大学教授を歴任。

## 経歴
1953年、東京大学大学院在学中に鎌倉材木座中世遺跡発掘調査に参加し、人類学者としてのスタートを切った。
その後、東京医科歯科大学助教授（難治疾患研究所応用人類学部門）、国立科学博物館人類研究部人類第一研究室での研究に従事する傍ら、1961年と1967年には鈴木尚教授を団長とする東京大学西アジア洪積世人類遺跡調査団の主要メンバーとしてアムッド洞窟（イスラエル）の発掘調査を行なった。
平成3年（1991年）には 札幌学院大学教授に就任し、北海道の人類学関係の仕事の傍ら、新宿戸山の旧陸軍軍医学校、現在の国立感染症研究所の建設工事現場で発見された100体以上の人骨の鑑定を行った。政治的背景が懸念される人骨であったために当初鑑定を引き受ける人はいなかったが，最終的に佐倉朔が引き受け、発見された多数の人骨は外傷を加えられたものが多く、これらは非人道的な生体実験を思わせる、戦争と極めて関係の深い遺物である可能性を示した鑑定報告書、いわゆる「佐倉鑑定」を提出した。
2015年1月27日、肝不全のため死去。

## 学歴
1942年府立一中（現在の日比谷高校）入学、1946年に第一高等学校理科甲類に進学した。
1950年（昭和25年）東京大学理学部人類学科に入学し形質人類学を専攻した。学位論文は「日本人における齲歯頻度の時代的推移」で、まだ歯の人類学が一般的になる以前の時代，明確な方法論と広範な資料を使っての仕事であったので後に人類学，歯科学の両分野から広く引用される論文となった。

## 著書

### 単著
- 「日本人の起源5、日本人はどこからきたか」教育社 1993年
- 「日本人の起源6、縄文時代」教育社 1993年
- 「日本人の起源7、縄文から弥生へ」教育社 1993年

### 共著
- 「生物としての人」山口敏との共著　日本評論社 1959年
- 「増上寺徳川将軍墓とその遺品・遺体」東京大学出版会 1967年
- The Amud Man and His Cave Site (H.Suzuki and F. Takai, eds.)　The University of Tokyo 1970年 所収

## 論文
- 「鎌倉材木座発見の中世遺跡とその人骨」日本人類学会編 1956年
- 「日本人における齲歯頻度の時代的推移」人類学雑誌71巻153－177ページ、1964年
- 「人類学的骨計測のための三次元計測システムの開発」文部省科学研究費補助金報告書、1981年
- 「頭骨計測における誤差」人類学雑誌91巻 69- 78ページ、1983年
- 「戸山人骨の鑑定報告書」東京都新宿区、1992年